# Pont Francis-Scott-Key (Baltimore)
Ne doit pas être confondu avec le pont Francis-Scott-Key de Washington, D.C.
Cet article concerne le pont en lui-même. Pour sa destruction accidentelle, voir effondrement du pont Francis-Scott-Key.
Le pont Francis-Scott-Key (Francis Scott Key Bridge en anglais) est un pont en treillis traversant l'estuaire du fleuve Patapsco dans l'État du Maryland aux États-Unis. Il relie la ville de Baltimore à la localité de Dundalk.
Il est ouvert à la circulation en mars 1977. Il s'effondre accidentellement fin mars 2024 après qu'une de ses piles a été percutée par un navire marchand.

## Caractéristiques
C'est un pont à poutre continue en treillis, soutenant un tablier suspendu. L'édifice permet de franchir de grandes distances avec un moindre nombre de piliers intermédiaires, ce qui est particulièrement utile aux navires de grande taille dans cette section du Patapsco.
D'une longueur de 2,6 km, le pont comporte quatre voies de circulation, deux dans chaque direction. La portée du segment central (entre les piles principales) était de 366 m. C’est le deuxième plus long pont à treillis continu des États-Unis.
Environ 11,5 millions de véhicules par an passent par ce pont, dont les camions transportant des matières dangereuses, interdits dans les deux tunnels situés sous le fleuve.

## Historique

### Construction
Le pont doit son nom à Francis Scott Key, avocat et poète mort en 1843 à Baltimore et connu pour être l'auteur des paroles de l'hymne national américain, The Star-Spangled Banner.
Il est géré par le Maryland. Il est à péage. La construction du pont débute en août 1972, pour un coût de 141 millions de dollars. Après quatre ans et demi de travaux, il est ouvert à la circulation le 23 mars 1977[réf. nécessaire].

### Dans la culture populaire
Le pont apparaît dans la série américaine Sur écoute (The Wire) créée par David Simon et Ed Burns. Il sert de décor à une scène du premier épisode de la saison 2 La marée basse (Ebb Tide) tourné en 2003, avec Chris Bauer et Pablo Schreiber.

### Effondrement

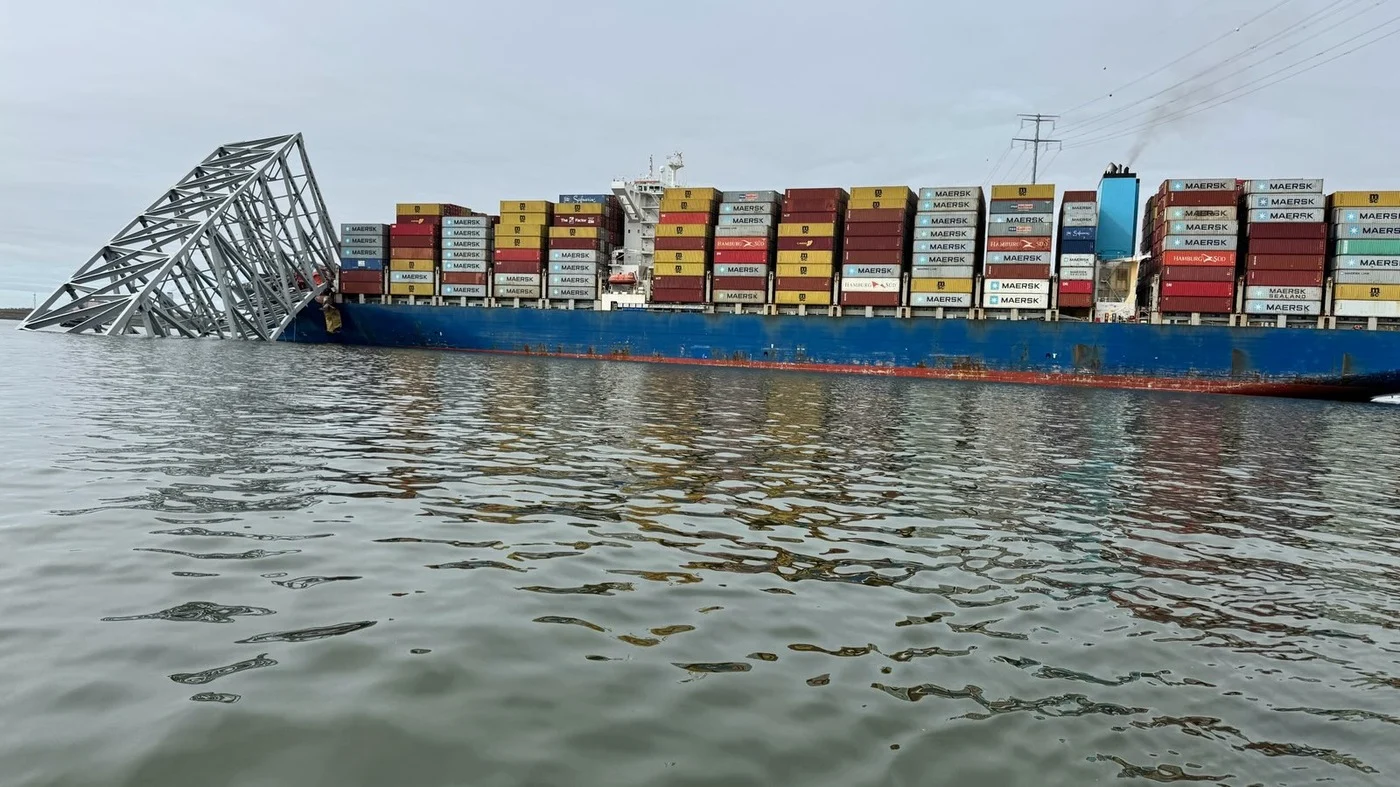
Le Dali et les débris du pont au lendemain de l'accident.

Le 26 mars 2024, vers 1 heure 30 du matin (heure locale UTC -5) ,le pont s'effondre après qu'un porte-conteneurs en détresse, le Dali, a heurté l'un de ses piliers. Six personnes décèdent. Le président des États-Unis Joe Biden s'engage à tout mettre en œuvre pour sa reconstruction.
Alors que le navire reste encastré dans une pile du pont quatre chenaux sont creusés durant le mois d'avril en direction du port de Baltimore pour permettre la circulation des navires bloqués à quai depuis l'accident. La réouverture totale du chenal normal de 15 mètres de tirant d'eau est prévue pour la fin du mois de mai 2024. Le Dali, qui a été allégé de 182 conteneurs, doit être dégagé de l'enchevêtrement des débris du pont et remis en flottaison pour être amené à quai.